# سعيد بن أحمد الباهلي
أبو الأحوص سعيد بن أحمد بن سعيد بن سلم بن قتيبة بن مسلم الباهلي (205 هـ - 258 هـ / 821م - 871م) سيد قبيلة باهلة، كان أبوه أحمد بن سعيد عاملاً على الثغور والعواصم في بلاد الشام للخليفة الواثق بالله العباسي وقد أمره الواثق بغزو بلاد الروم فغزاه وفشل وأصاب الناس بلاءً شديد، فغضب عليه الواثق بالله وعزله. وكان جده سعيد بن سلم والياً على أرمينية للخليفة هارون الرشيد. وأما جده سلم بن قتيبة فقد كان والياً على البصرة في خلافة أبو جعفر المنصور. وهو حفيد القائد قتيبة بن مسلم الذي كان عاملاً على خراسان في زمن الدولة الأموية في عهد الخليفة عبد الملك بن مروان وابنه الوليد.
وقد كان سعيد بن أحمد سيداً على قبيلة باهلة في العراق ومقدماً ومطاعاً فيهم، فجمع قومه في سنة 257 هـ وثأر في البطائح بالعراق على الخليفة العباسي المعتمد على الله، فوجه إليه المعتمد جيشاً في أوائل سنة 258 هـ فهزمه وأصحابه وقبض عليه وأرسل أسيراً مُكبلاً إلى مدينة سامراء فضرب سبعمائة سوطٍ وقُتِل وصُلب فيها.

## نسبه
هو سعيد بن أحمد بن سعيد بن سلم بن قتيبة بن مسلم بن عمرو الباهلي ويُكَنى بأبي الأحوص.

## خروجه على المعتمد ومقتله
خرج سعيد الباهلي على المعتمد على الله العباسي بعد أن جمع قومه الباهليين وذلك في أواخر سنة 257 هـ واستولى على منطقة البطائح في العراق، فوجه إليه المعتمد جيشاً وجعل عليه مُحَمد المولد وذلك في أوائل سنة 258 هـ فحاربه المولد وهزمه وقتل أصحابه الباهليين، وأخذه أسيراً إلى سامراء فلما دخلها أمر به الخليفة أن يُضرب سبعمائة سوط فضرب ضرباً شديداً ومات منها، فأمر به فصلب في سامراء وذلك في شهر ربيع الأخر من نفس العام. قال ابن كثير الدمشقي: وفي ربيعٍ الأخر من عام 258 هـ وصل سعيد الباهلي إلى باب السُلطان، فضرب سبعمائة سوط حتى مات، ثم صُلب.